# Taeniopygia
Taeniopygia Reichenbach, 1862 è un genere di uccelli passeriformi della famiglia degli Estrildidi.

## Tassonomia
Al genere vengono ascritte due specie:
- Taeniopygia bichenovii - diamante di Bichenov
- Taeniopygia guttata - diamante mandarino

Secondo alcuni autori, tuttavia, il diamante di Bichenov, pur essendo piuttosto vicino filogeneticamente al diamante mandarino, andrebbe classificato in un genere monotipico a sé stante, Stizoptera, rendendo il genere Taeniopygia monotipico a sua volta con ascritto il solo diamante mandarino, vicino invece al diamante variopinto al punto da formare un clade assieme a quest'ultimo.
Il nome del genere deriva dall'unione della parola latine taenia ("fascia") col suffisso greco -πυγος (pygos, "natica"), col significato di "dalle terga fasciate", in riferimento alle caratteristiche bande bianche e nere della coda di questi uccelli.

## Distribuzione
Ambedue le specie sono diffuse nella fascia costiera dell'Australia orientale e settentrionale, dove occupano ambienti secchi ed aperti come la savana e le praterie erbose e cespugliose, con presenza sparsa di alberi. Il diamante mandarino, nella sua sottospecie nominale (Taeniopyiga guttata guttata) abita anche l'isola di Timor.

## Descrizione

### Dimensioni
Ambedue le specie hanno dimensioni piuttosto contenute, spaziando fra gli 8 cm del diamante di Bichenov e della sottospecie nominale del diamante mandarino ai 12 cm di alcune varietà selezionate in cattività (cosiddette "olandesi") del diamante mandarino della sottospecie castanotis.

### Aspetto
Si tratta di uccelli piccoli e dall'aspetto robusto, muniti di un becco piuttosto forte.

Sebbene la conformazione corporea sia simile, la colorazione delle due specie risulta abbastanza differente: mentre nel diamante di Bichenov predominano i toni del grigio e del nero (con la parte ventrale di un grigio molto chiaro, la parte dorsale di colore bruno-nerastro e un anello nero attorno a faccia e petto), il diamante mandarino è piuttosto variopinto e mostra area dorsale grigia, guance arancioni, ventre bianco con striature nere sul petto: in entrambe le specie è presente un'area maculata di bianco sui fianchi (nera nel diamante di Bichenov, rosso-mattone nel diamante mandarino) e bande bianche sulla coda, che è nera (da cui deriva il nome scientifico del genere).

## Biologia
Si tratta di uccelli diurni e gregari, che si riuniscono in gruppi anche molto consistenti spesso mescolandosi fra loro e con altre specie, come il diamante di Gould e il diamante codarossa: essi passano la maggior parte del tempo alla ricerca di cibo ed acqua, tornando poi a dormire su posatoi fissi (o anche in nidi appositamente costruiti) durante la notte.

### Alimentazione
Entrambe le specie sono essenzialmente granivore: la loro dieta a base di piccoli semi, che vengono spezzati grazie al forte becco, viene integrata con frutti, bacche, germogli e, soprattutto durante il periodo riproduttivo, anche con piccoli insetti.

### Riproduzione

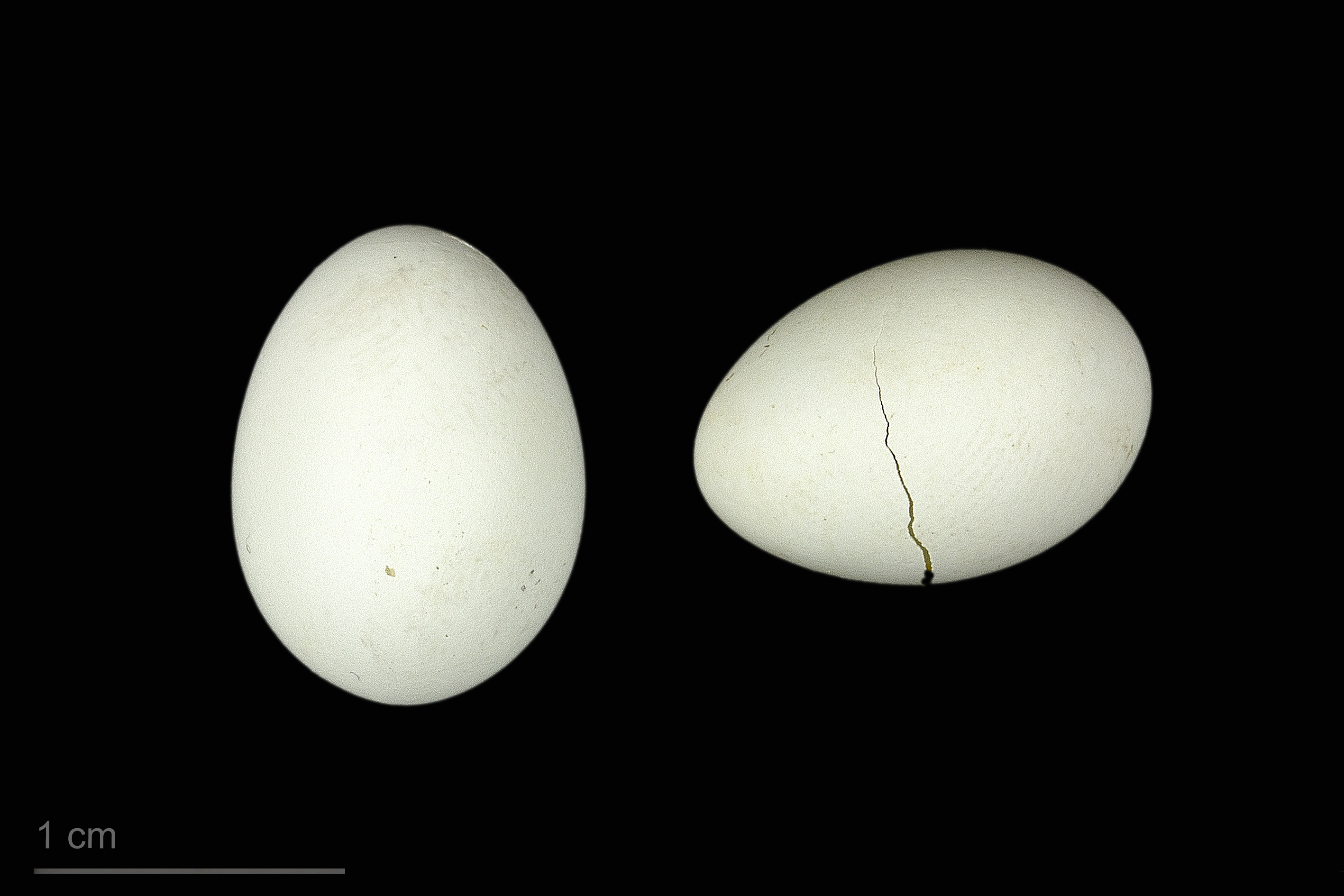
Uova di Taeniopygia guttata castanotis - Museo di Tolosa

La riproduzione di questi uccelli ricalca quella della maggior parte degli estrildidi: essi possono riprodursi durante tutto l'arco dell'anno, ma concentrano gli eventi riproduttivi nella fase finale della stagione delle piogge per consentire ai nasciutri di usufruire di una maggiore quantità di cibo. La coppia collabora sia alla costruzione del nido (una struttura sferica di materiale fibroso di origine vegetale costruita in un anfratto nel legno o fra le rocce) che alla cova e alla cura dei pulli, che nascono ciechi ed implumi dopo due settimane d'incubazione e s'involano attorno alla terza settimana di vita, sebbene continuino a dormire nel nido assieme ai genitori (che spesso si accingono nel frattempo a portare avanti una nuova covata) per almeno altri dieci giorni.